# Мария Стюарт (роман)
„Мария Стюарт“ (на немски: Maria Stuart) е роман от австрийския писател Стефан Цвайг (1881 – 1942), публикуван през 1935 г.

В известния си летопис „Светът от вчера“ Стефан Цвайг разказва как през есента на 1933 година, бягайки от нацистките изстъпления в Залцбург, се натъкнал в Лондон на един ръкописен доклад за екзекуцията на Мария Стюарт. В този стар документ особено го поразил един пасаж, който година по-късно той ще включи в биографичната си книга за шотландската кралица. Откъсът гласи:
„В мига, когато палачите вдигат окървавения труп, за да го пренесат в съседната стая, където трябва да бъде балсамиран, под дрехите се размърдва нещо. Незабелязано от никого малкото любимо кученце на кралицата се е промъкнало подире ѝ и сякаш в страх за участта ѝ се е притиснало до тялото ѝ. Сега то изскача, залято и мокро от изтеклата кръв. То лае и хапе, джафка и скимти и не иска да напусне трупа. Палачите се мъчат да го отстранят насила. Но то не се оставя да бъде хванато, нито подмамено, а се хвърля яростно срещу непознатите големи черни зверове, които са го наранили тъй палещо с кръвта на неговата любима господарка. По-жарко от всички и по-добре от нейния син и от хиляди други, които са и се клели във вярност, се е борило това малко животно за своята господарка.“
Докато писателят чете в Британския музей тези редове, в Германия се води зловещият Лайпцигски процес за подпалването на Райхстага, който трябва да оправдае похода на националсоциализма срещу света. Размишлявайки за съдбата на Мария Стюарт, завършила живота си в изгнание, тръпнейки и за участта на прелъстения и измамен от Хитлер немски народ, Стефан Цвайг се запитва: „Какво е станало? Коя е психологическата причина за това безпомощно отдаване на насилието, престъплението и порока, довело накрая до нравствено и физическо самоубийство?“ Образът на нещастната жена го завладява със своята трагичност и величие. Нейната история му напомня мрачна и кървава шотландска балада, която пророчески озарява настъпващата сега в Европа епоха на политическо и военно безумие. И без сам да знае как, Цвайг започва книга за Мария Стюарт, превърнала се в най-дълбоката му и най-разтърсваща биографична хроника сред романите за Фуше, Мария Антоанета и Еразъм Ротердамски.
Историята
Но каква е историческата канава, върху която Стефан Цвайг извезва като старинен гоблен своя роман?
Израснала и възпитана във Франция, Мария Стюарт се оженва за престолонаследника Франсоа II; така за година и половина тя едновременно е шотландска и френска кралица. След смъртта на младия си съпруг обаче тя трябва да се завърне в родината си и там властолюбивата жена застава в центъра на католическата реакция срещу Реформацията. Като правнучка на Хенри VII Мария Стюарт предявява претенции и за английския престол и организира таен заговор срещу Елизабет I. Конфликтът ѝ с „кралицата-сестра“ се изостря още повече, когато двайсет и три годишната Мария се омъжва за лорд Дарнли, също претендент за короната. Стремежите на Мария Стюарт да направи страната католическа я сблъскват с по-голямата част от протестантските лордове. През март 1566 година лорд Дарнли, измъчван от омраза и ревност, нарежда да убият секретаря на съпругата си, флорентинеца Ричио, но на следващата година сам бива убит от коменданта на въоръжените сили лорд Ботуел. Само два месеца по-късно Мария Стюарт сключва брак с Ботуел, който под нейно влияние е оправдан от съда. Обаче лордовете-калвинисти се опълчват срещу нея, тя е пленена, принудена е до се отрече от престола и да търси убежище в Англия. Там Мария избягва с надеждата, че от кралска солидарност Елизабет ще ѝ помогне срещу въстаналите благородници. Но това се оказва съдбоносна заблуда.
В Англия срещу шотландската кралица е възбуден процес за съучастничество в убийството на съпруга ѝ лорд Дарнли. Така Мария Стюарт близо двайсет години е държана в плен, а накрая, обвинена в заговор срещу Елизабет, е обезглавена в замъка „Фодърингхей“. С нейното убийство е нанесено трайно поражение на католицизма в Европа.
Историците рисуват Мария Стюарт като жена с прелъстителна красота, изпълнена със страст, смелост и гордост, но лишена от разсъдливост и политическа проницателност. Нейната съдба крие особено тайнствено очарование и е подбуждала въображението на учени и поети столетия наред. Тя е била изобразявана и като убийца, и като мъченица, като безумна интригантка, и като светица. По правило протестантските автори трупат цялата вина върху Мария, а католическите – върху Елизабет.
Страстта
Стефан Цвайг обаче пристъпва към тази лична и в същото време национална трагедия с безкористния интерес на художника. За разлика от повечето биографи той схваща характера на шотландската кралица като противоречив единствено в неговото външно развитие; психологически обаче, от самото начало до гибелния ѝ край, той е праволинеен и ясен. Мария Стюарт според Стефан Цвайг – нека не забравяме съвременната политическа аналогия – спада към онзи твърде рядък и възбуждащ тип жени, чиято действителна възможност за себеизживяване е ограничена и чийто емоционален живот достига бърз и мощен разцвет в тясното и нажежено пространство на една-единствена страст. Затова в романа първите двадесет и три години от живота на кралицата и последните десетилетия на нейното затворничество заемат по-малко място от двете кратки години на нейната трагична любов към лорд Ботуел. А той е изобразен като човек на шпагата и юмрука, който иска всичко и малко дава. В безумната си страст към него Мария потъпква своето гордо защитавано човешко и кралско достойнство; тя става сляпо оръдие на чуждата воля, заслепена от бруталността на този мускулест мъж, който е желал жената не повече от час, а след това се е стремил единствено към короната ѝ.
Австрийският писател показва Мария Стюарт като самка, увлечена от първична и непреодолима природна сила, извършваща всичко поради своите опиянени сетива – без и дори противно на волята си. Със затворени очи и с глухи уши върви тя като лунатичка, теглена от магнетична сила, по своя път към злокоба и престъпление. И тя ще се сепне чак тогава, когато угасне вътрешният пламък на нейната кръв, но вече изгоряла и разрушена. Стефан Цвайг майсторски рисува съдбоносния прелом в душата на властната жена, зараждането на тази гибелна похот, в която се крие нещо страхотно, понеже кралицата знае от първия миг, че нейният любовен избор е престъпен и напълно безизходен.
Европа и похитителите
Подобно на мнозина немски писатели като Лион Фойхтвангер, Бруно Франк и Хайнрих Ман, Стефан Цвайг се стреми посредством съдбата на една историческа фигура да осмисли и изобрази конфликтите на своето собствено време. Защото за Цвайг историята е поредица от събития и стълкновения около някоя изтъкната извън рамките на националното личност. В това се корени и непоклатимият му космополитизъм – сам той се нарича европеец, като влага в тази дума най-дълбоко съдържание. В годините, когато създава романа си „Мария Стюарт“ понятието „Европа“ все още е имало стойността на културен и политически мост между европейските държави. Самият Стефан Цвайг е виждал континента обединен от могъща обща енергия, за него Европа е била „страната на осъзнатите“, проникната от възгледа за „нова духовност, нова етика и нова естетика“. Затова и светогледът на писателя претърпява такава дълбока криза след нашествието на националсоциализма в Германия.
Само седем години след публикуването на „Мария Стюарт“ Стефан Цвайг се самоубива в Бразилия сред разгара на Втората световна война. В своята предсмъртна изповед той възкликва: „Смятам, че е най-добре да напусна своевременно и достойно живота, в който върховно благо за мен бяха личната свобода и доставящият ми огромна радост умствен труд. Поздравявам всички свои приятели. Възможно е те да видят утринната зора след тази дълга нощ. Аз, най-нетърпеливият, си отивам по-рано от тях...“
Историческата хроника „Мария Стюарт“ е първата книга на Цвайг, написана в изгнание. В по-дълбок смисъл тя представлява призив и предупреждение срещу всички похитители на човешкото сърце и човешката свобода, в които той вижда рушителите на света и на всеобщото щастие.